# Assemblée législative de l'oblast de Novossibirsk
VIIIe législature
no 3, rue Kirov, Novossibirsk
L'assemblée législative de l'oblast de Novossibirsk (en russe : Законодательное собрание Новосибирской области) est l'organe législatif régional de l'oblast de Novossibirsk en Russie. Le parlement est composé de 76 députés élus pour 5 ans au suffrage universel direct. À la suite des dernières élections en 2020, l'assemblée est dominée par Russie unie.

## Élections

### 2020
| Parti,        | Parti,              | %     | Sièges |
| ------------- | ------------------- | ----- | ------ |
|               | Russie unie         | 38.13 | 45     |
|               | KPRF                | 16.63 | 13     |
|               | LDPR                | 13.58 | 6      |
|               | Nouvelles personnes | 6.92  | 3      |
|               | Russie juste        | 6.12  | 2      |
|               | RPPSS               | 5.69  | 2      |
|               | Indépendants        | —     | 3      |
|               | Rodina              | —     | 2      |
|               |                     |       |        |
| Participation | Participation       | 28.25 |        |